# Rodrigo Felix
Rodrigo Felix de Oliveira ou simplesmente Rodrigo Felix (6 de março de 1986), é um ex-futebolista brasileiro que atuava como atacante.

## Carreira
Nascido em Belém do Pará, Felix foi revelado pelo Paysandu Sport Club mais antes de se profissionalizar em 2006 passou alguns dias no São Paulo Futebol Clube e Paulista Futebol Clube, ambos em 2002. Assim que voltou para Belém, Felix retornou para base do Paysandu. Após ser destaque do Paysandu na Taça Cidade de São Paulo de 2006, Felix subiu para o profissional no mesmo ano e continuo se destacando, tanto que no seu primeiro ano como profissional já foi transferido para o Avaí Futebol Clube. Depois de 1 ano no clube de Santa Catarina, Felix ainda passou por Esporte Clube Noroeste, Ceilândia Esporte Clube, Brasiliense Futebol Clube de Taguatinga, Seleção Brasiliense, Atlético Clube Alcanenense de Portugal, Legião Futebol Clube, Londrina Esporte Clube e atualmente defende o Bahrain Club do Barém.

## Títulos
Paysandu - Sub 20
- 2005 - Vice-Campeão
- 2006 - Campeão Paraense (Sub20 - Base)

Paysandu
- 2006 - Campeão da Taça Cidade de Belém: 2006[2]
- 2006 - Campeão Paraense Campeão Paraense: 2006

Ceilândia
- Classificado para Serie C: 2008

Alcanenense (Portugal)
- Vice-Campeão da Taça Ribatejo: 2008/2009

Bahrain Club
- Vice-Campeão da Bahrain 1st Division: 2009/2010

## Prêmio Individuais
Paysandu
- Melhor jogador do Pará (Troféu Romulo Maiorana): 2006, 2007

Bahrain
- Melhor jogador da 1ª rodada: 2009

### Artilharias
Bahrain
- Artilheiro da Bahrain 1st Division: 2009-10 (14 gols)
- Artilheiro da Liga Oman Mobile: 2010-11 (12 gols)